# Non plus ultra

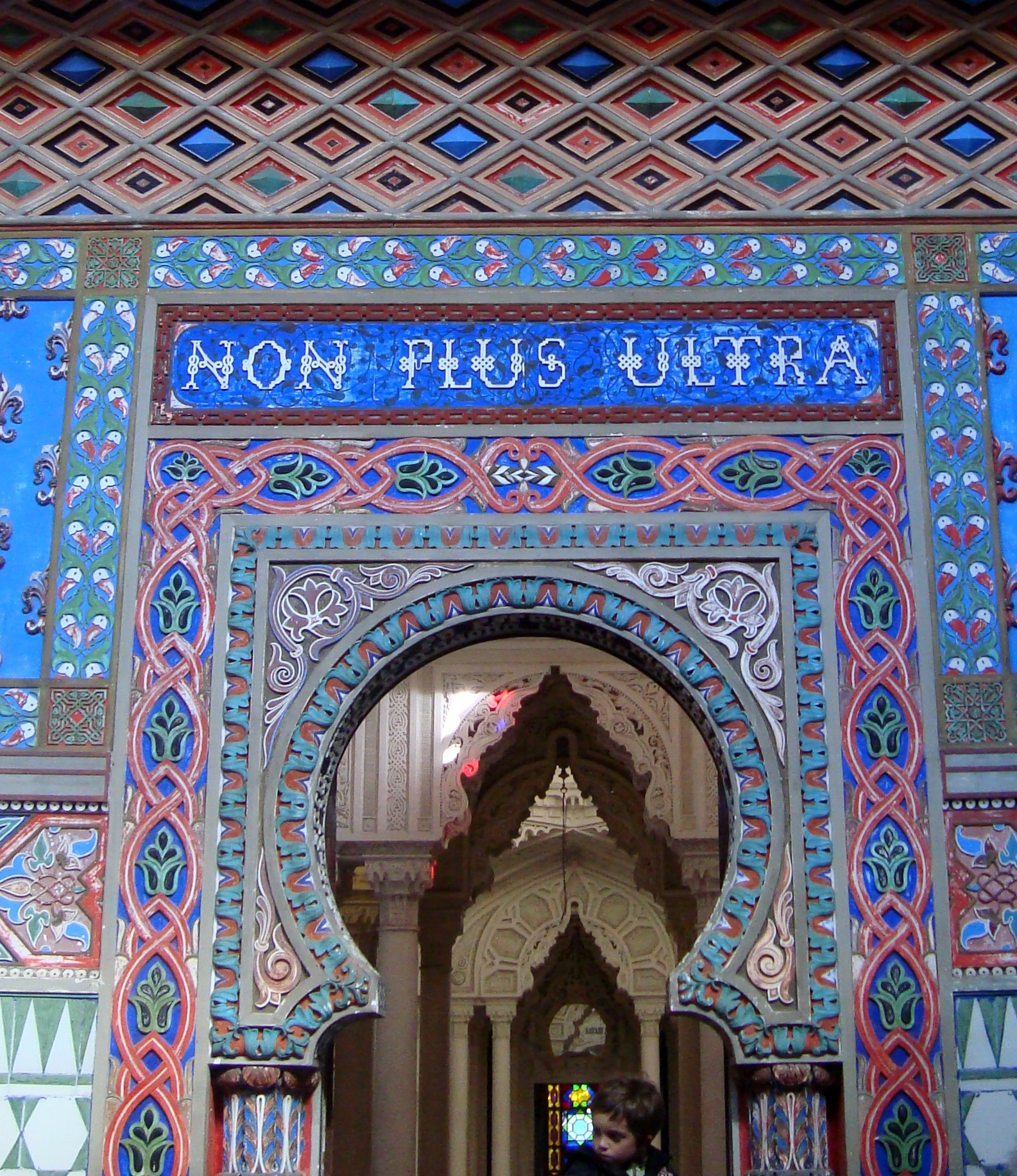
Poort in het Castello di Sammezzano in de Italiaanse provincie Florence

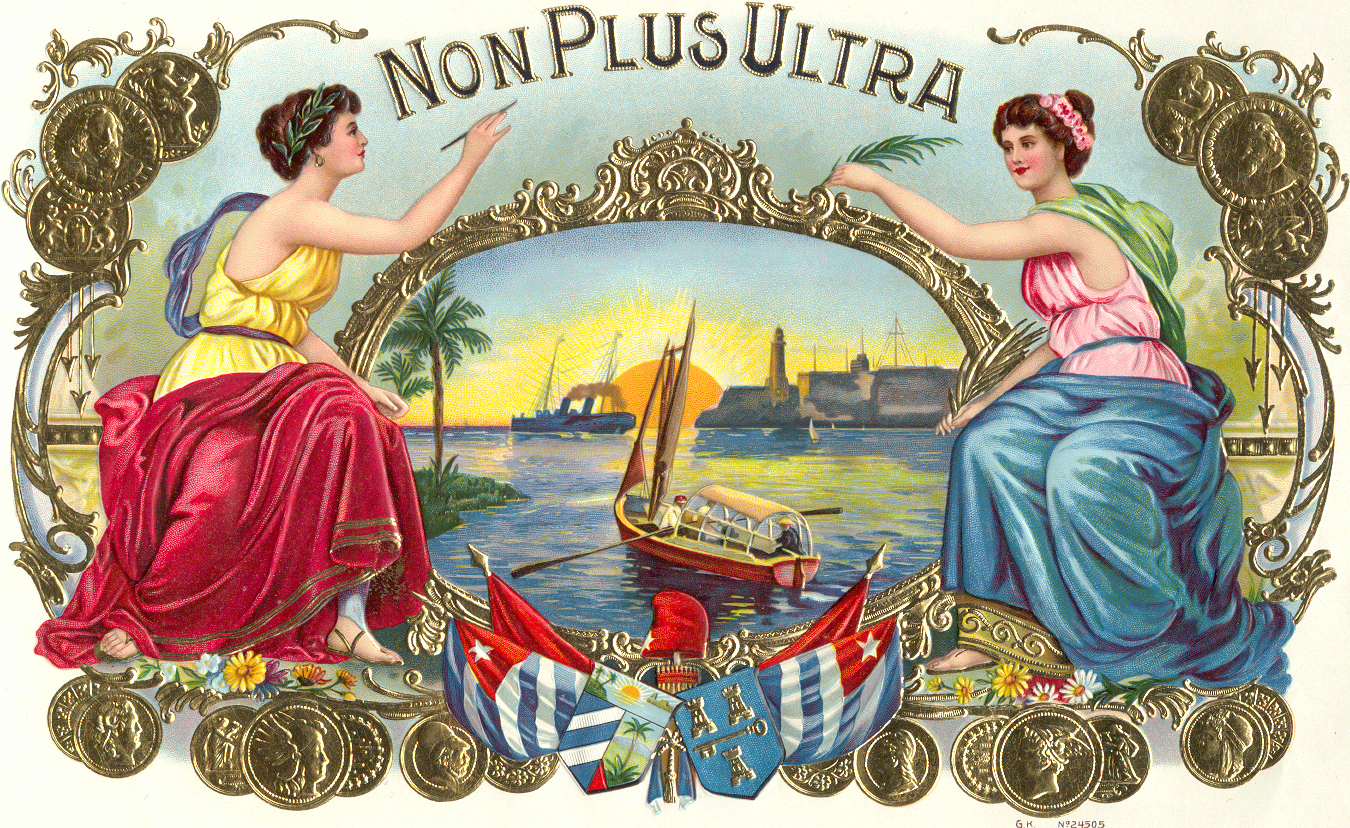
Sigarenbandje

Non plus ultra (of nec plus ultra) (Latijn voor Niet verder) is de Latijnse vertaling van de tekst die Hercules volgens de mythe op de Zuilen van Hercules, Gibraltar (Europa) en Monte Hacho (Afrika), zou hebben gebeiteld. 
De tekst drukt uit dat de Middellandse Zee goed bekend was, maar dat niemand wist wat er verder in het westen lag.

## Overig voorkomen
De uitdrukking komt verder op diverse plekken voor:
- Non plus ultra is de naam voor de verdedigingslinie van de Franse legers in 1710. De hertog van Marlborough gebruikte deze leuze als een van zijn wapenspreuken. Door deze spreuk voor hun verdedigingslinie te gebruiken wilden de Fransen Marlborough duidelijk maken dat de linie niet te doorbreken was, en bovendien was het een sarcastische verwijzing naar zijn eigen leuze. Het mocht de Fransen niet baten: de linie werd zonder slag, maar door slim manoeuvreren doorbroken.
- De naam van een uitspanning te Woensdrecht, waar Zeeland begint.
- Het allerkleinste lettertype in loodzetsel, slechts 2,5 punt of 0,94 mm groot, ontworpen door Henri Didot in 1827.
- De Duitse band Atrocity bracht in 1999 het verzamelalbum Non Plus Ultra uit.
- 'Non plus ultra' is een merk van in Honduras met de hand gemaakte sigaren van 173 mm lang.
- In de Duitse omgangstaal wordt het begrip gebruikt om aan te tonen dat iets onovertroffen is. Daarop inhakend wordt het ook in reclames op deze manier gebruikt.
- Keizer Karel V, die ook koning Karel I van Spanje was, koos aan het begin van de 16e eeuw Plus ultra ('steeds verder'), dus zonder het ontkennende Non, als wapenspreuk van Spanje, om aan te geven dat de Straat van Gibraltar niet langer meer het einde van de wereld was en dat Spanjes ambities verder reikten.
- 'Nec plus ultra' betekent: 'het hoogst en best bereikbare'.